# Asociación de Artistas Vascos

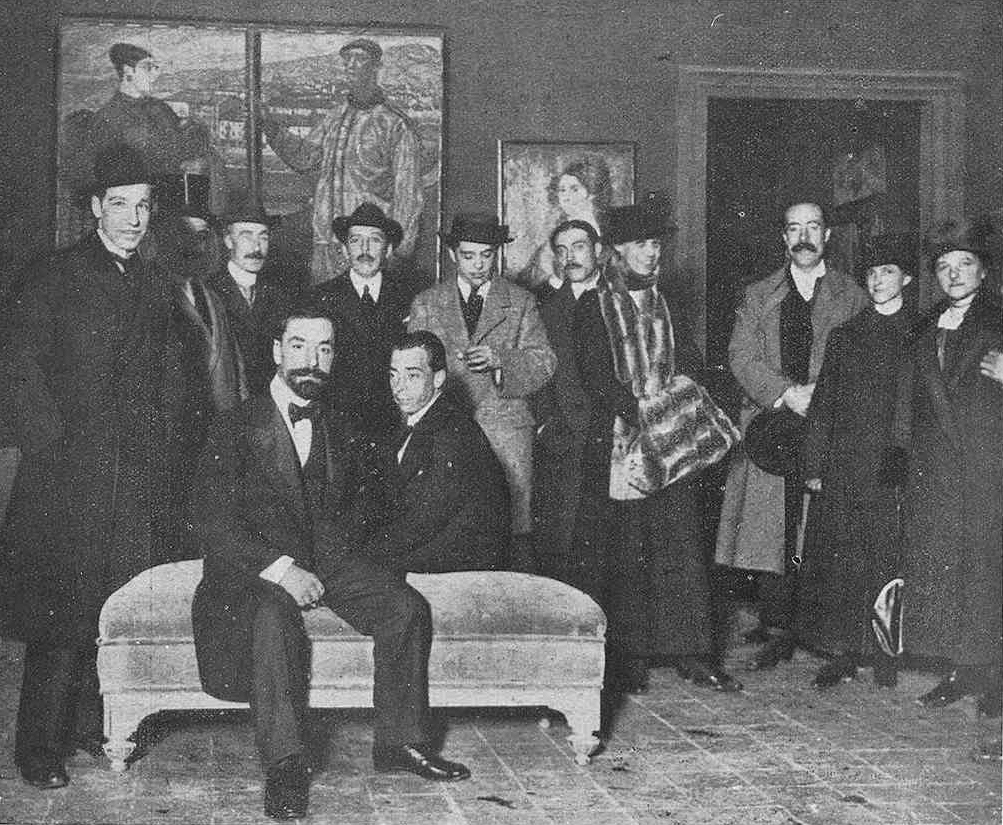
Inauguración de una exposición de la Asociación de Artistas Vascos en el Palacio de Exposiciones de los Jardines del Buen Retiro de Madrid (noviembre de 1916)

La Asociación de Artistas Vascos fue un colectivo cultural de artistas del País Vasco del siglo XIX al XX. Fue fundada el 29 de octubre de 1911 en Bilbao, y reunió la más importante nómina de artistas vascos reconocida en el periodo anterior a la Guerra Civil Española.

## Objetivos
El artículo primero de sus estatutos decía textualmente que se creaba para "fomentar el desarrollo de las bellas artes, organizar exposiciones, concursos y conferencias, creando una biblioteca y proporcionando a los artistas los medios necesarios para que puedan enviar sus obras a las exposiciones que se celebran fuera de Bilbao". Además de todo esto se editarían reproducciones (postales) con fotos de las obras de los miembros de la Asociación.

## Acontecimientos
En agosto de 1912, antes de que se cumpliera el año de su fundación, se abrió al público la primera muestra del colectivo en las salas de la Sociedad Filarmónica bilbaína. La exposición fue inaugurada por el crítico de arte Pedro Mourlane Michelena y clausurada por el escritor Miguel de Unamuno. Poco después, el pintor Darío de Regoyos inauguró la sede social propiedad de la Asociación.

## Participantes
La nómina de artistas que en 1918 formaban la Asociación de Artistas Vascos (pintores, escultores, arquitectos, escritores, dibujantes, etc.), muestra este listado de nombres, por orden alfabético: Teodoro de Anasagasti, Félix Agüero, José de Aguirre, la familia Arrue, es decir, Alberto Arrue, José Arrue, Ramiro Arrue, Ricardo Arrue; Aurelio Arteta y su hermano, el dibujante Félix Arteta; Benito Barrueta, Ramón de Basterra, Ángel Cabanas Oteiza, Valentín Dueñas, Paco Durrio, Juan de Echevarría, Fernando de Escondrillas, Fernando García, Antonio de Guezala, Pedro Guimón, Anselmo Guinea, Isidoro Guinea, el músico Andrés Isasi; Francisco Iturrino, Ángel Larroque, José Loygorri, Gustavo de Maeztu, Ascensio Martiarena, Tomás Meabe, Lucio Ortiz de Urbina, Ernesto Pérez Orúe, Darío de Regoyos, Juan José Richelt, Damián Roda, Agustín Ruiz de Arcaute, Federico Sanz, Clemente Salazar, Alfonso W. Sena, Nemesio Mogrovejo, Julián de Tellaeche, Quintín de Torre, Pablo Uranga, Gregorio de Ibarra, Secundino Zuazo, Ramón y Valentín de Zubiaurre, e Ignacio Zuloaga.

## Precedentes
Algunos analistas han señalado como precedente, o semilla de la A.A.V., el fenómeno cultural que provocó la breve existencia de la revista El Coitao, que fundada en Bilbao en 1908, desapareció tras solo siete números de vida. El proyecto tuvo como cabecillas a un grupo de artistas jóvenes –entre 20 y 30 años– (Alberto Arrue, José Arrue, Gustavo de Maeztu, Ángel Larroque y Nemesio Mogrobejo) y escritores (Ricardo Gutiérrez Abascal, Tomás Meabe y Ramón de Basterra), con el apoyo de figuras consagradas como Ramiro de Maeztu, José María Salaverría y Miguel de Unamuno. Algunos de ellos estuvieron después en el cuadro fundador de la Asociación de Artistas Vascos.

## Modelos posteriores
En 1983 se creó en Bilbao la Euskal Artisten Elkartea (Asociación de Artistas Vascos), como "grupo de presión en al ámbito del arte y la cultura". La iniciativa partió del crítico Xabier Sáenz de Gorbea y los artistas plásticos Txomin Badiola, Iñaki de la Fuente, Morquillas, José Chavete, Txupi Sanz, y Vicente y Fernando Roscubas.